# パティ・シスネロス
パティ・シスネロス（英語: Patty Cisneros、1977年11月12日 - ）は、アメリカ合衆国インディアナ州のレイクステーション出身の女子車いすバスケットボール選手。
1999年以降はアメリカ合衆国の女子車いすバスケットボールの代表に選ばれており、2000年のシドニーパラリンピックに出場、2004年のアテネパラリンピックでは優勝して金メダルを獲得している。2008年の北京パラリンピックではチームのキャプテンを務め、金メダルを獲得して2連覇を達成している。
2007年からは自身も2か国語併用教育や、第2言語としての英語を学習し修士号を手に入れたイリノイ大学の女子車いすバスケットボールチームのヘッドコーチの打診を受け、就任した。